# Aquarium de Biarritz

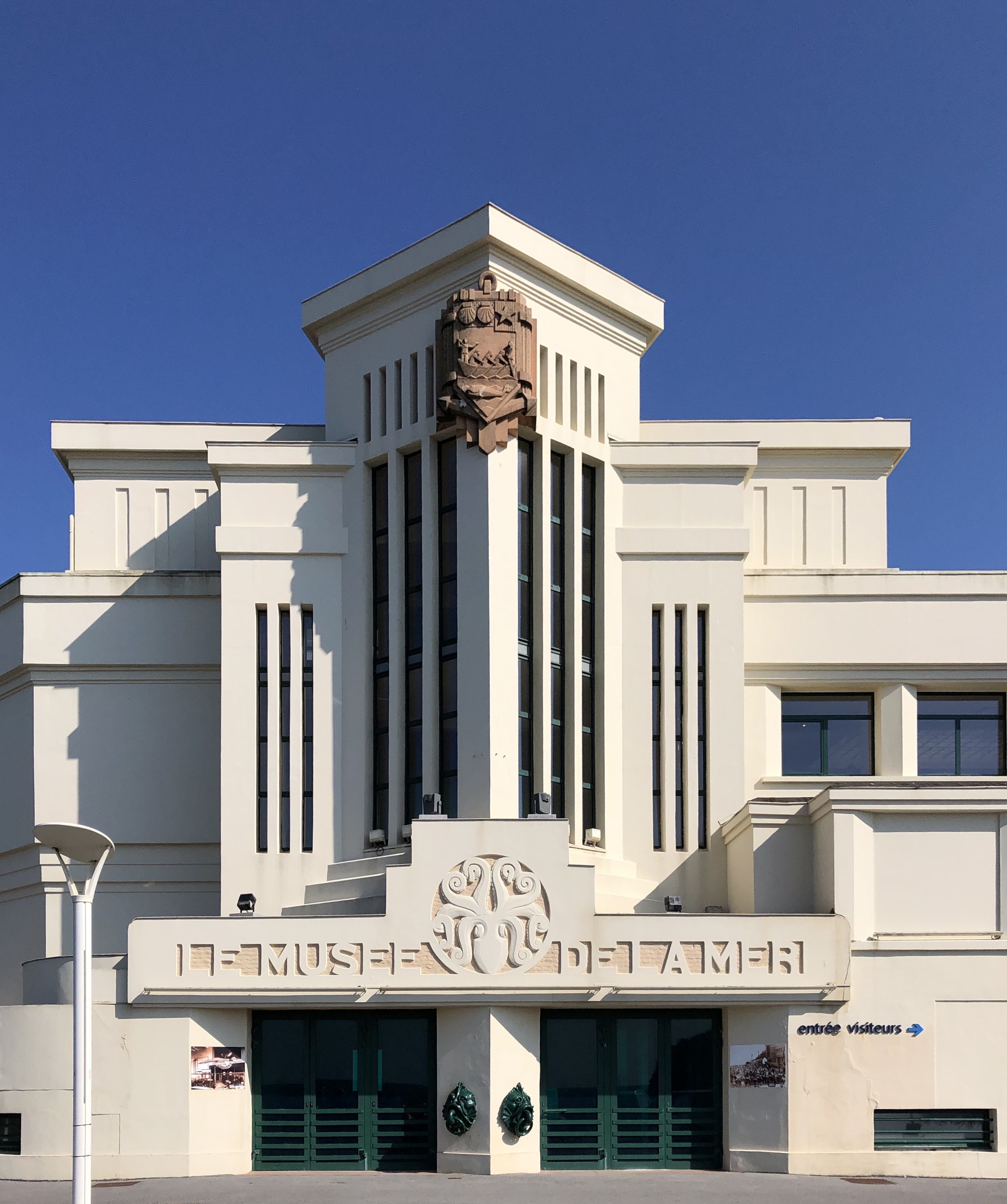
L'ancienne entrée historique

Pour les articles homonymes, voir Musée de la Mer.
L'aquarium de Biarritz, connu aussi par le premier nom qui lui a été attribué, le musée de la Mer, se situe à Biarritz dans les Pyrénées-Atlantiques face au Rocher de la Vierge. Le premier musée de la Mer de Biarritz est créé en 1871 par le marquis Léopold de Folin. Le bâtiment actuel, de style Art déco, accolé à la falaise du plateau de l'Atalaye, a été inauguré le 10 août 1933. Il a subi une première rénovation en 1992 afin d'abriter une importante collection d'animaux marins et d'oiseaux naturalisés. Une extension du musée de 2009 à 2011 a permis de doubler la surface de visite et d'augmenter considérablement le nombre de bassins, au détriment de l'espace réservé aux oiseaux naturalisés. L'emblème du musée de la mer est un poulpe blanc sur fond bleu.

## Le musée

### Avant l'extension de 2011
Il est construit sur quatre niveaux :
- au sous-sol, les aquariums présentent la vie marine du golfe de Gascogne : poissons, plantes, mollusques et crustacés ;
- le premier niveau informe sur les techniques de pêche, les cétacés, la chasse à la baleine et la vie des marins ;
- le second niveau présente la grotte des squales de 120 m3 (requins, gros poissons, une tortue) et la vision sous-marine de six phoques (prénommés Charlie, Titounette, Sylvestrine, Okera, Naia et Noëlla) s'ébattant dans leur bassin du 3e niveau. Leur repas est public et constitue une attraction très appréciée des visiteurs ;
- la terrasse contient une boutique, le bassin extérieur des phoques où a lieu le repas des phoques et offre une vision panoramique de la côte.

### L'extension
La municipalité de Biarritz a démarré en 2008 le projet Biarritz Océan qui visait à agrandir le musée de la mer et à construire la Cité de l'océan et du surf. La directrice du musée déclara d'ailleurs : « Le Musée de la Mer avait besoin d’être agrandi, mais nous souhaitions garder en même temps son originalité qui est son fort ancrage dans le golfe de Gascogne. C’est le seul aquarium qui présente de manière aussi complète les espèces et la vie marine du golfe de Gascogne » . Le choix des agrandissements a été fait à partir de cet ancrage pour remonter le Gulf Stream (courant océanique) pour arriver en zone Caraïbes. Le voyage se poursuivra en passant par le cap Horn afin de découvrir la faune aquatique du Pacifique et finir en Indonésie.
Le chantier d'agrandissement du musée, réalisé par le Groupe Coutant, a démarré en mars 2009 et s'est terminé en 2011 ; la réouverture du musée a eu lieu le 26 juin 2011. Cependant, afin de pouvoir étendre les locaux du musée, il a fallu creuser sous le plateau de l'Atalaye. Ainsi, l'extension est « bloquée » par le tunnel routier sous le plateau et trois bunkers construits par les Allemands durant la seconde Guerre Mondiale.
Cette extension a permis au musée de doubler sa surface de visite, passant de 3 500 m2 à 7 000 m2 (sachant que 3 500 m2 de plus sont réservés aux locaux techniques).
Les nouveaux équipements offrent aux visiteurs :
- une zone Atlantique-nord avec 6 aquariums ;
- une zone caraïbes dotée de 12 bassins, dont un lagon de 120 m3 et 11 mètres de long ;
- une zone Indo-Pacifique possédant 7 aquariums dont 2 grands bassins (un de 500 m3 présentant une barrière corallienne, et un aquarium des requins de 1 500 m3)[5] ;
- un atelier pédagogique et multimédia pour les groupes scolaires[6].

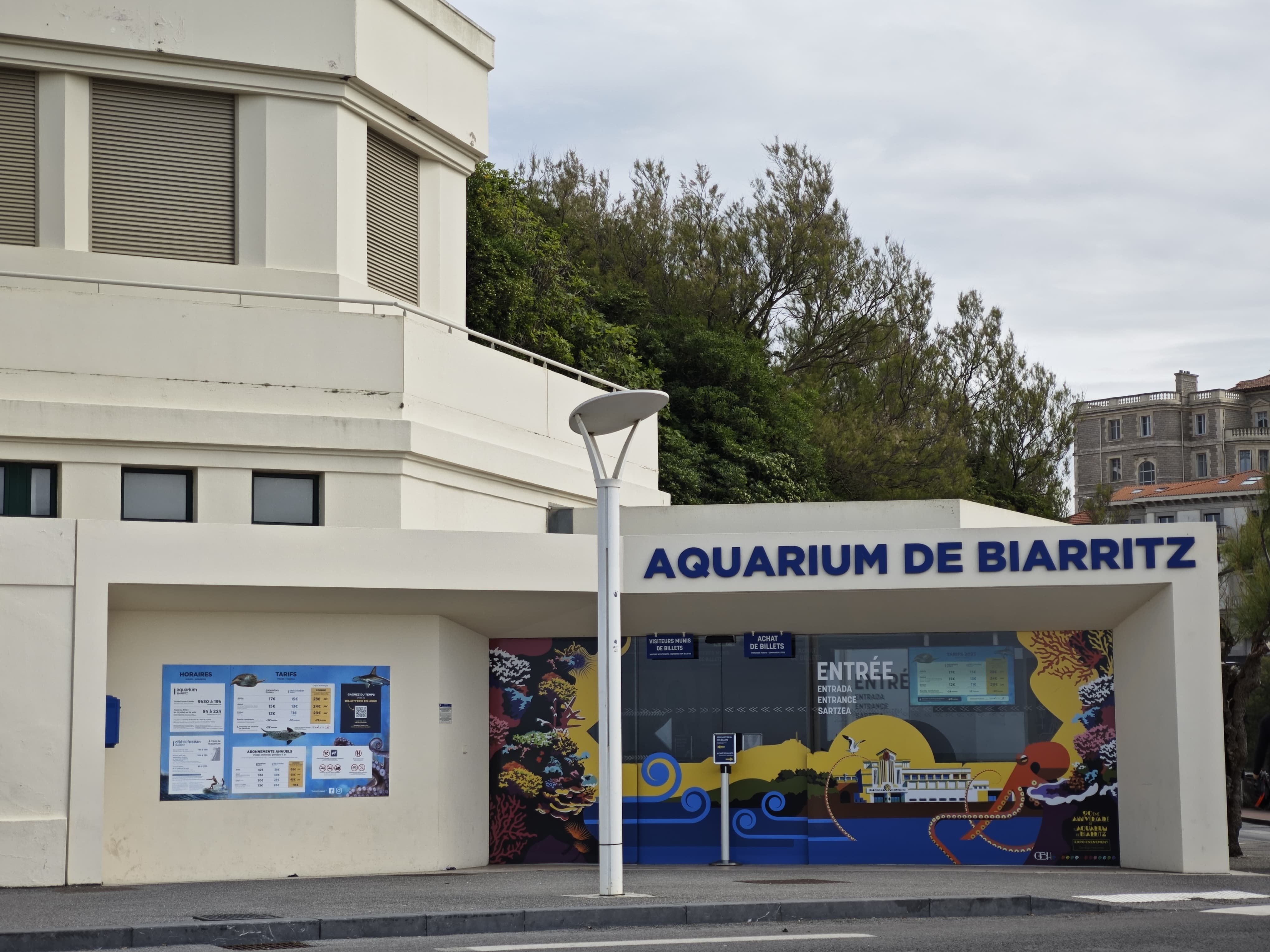
L'entrée actuelle de l'aquarium

Le reste du musée n'a pas changé à part les deux éléments suivants. La "grotte des squales" a été renommée "aquarium des tortues et des raies", les anciens requins sont désormais placés dans l'"aquarium des requins". La salle des oiseaux naturalisée n'est plus présente. Elle est devenue le point de départ de l'extension.
En juillet 2011, le musée s'appelle Biarritz Océan, qui regroupe le musée de la mer et la Cité de l'océan et du surf. Il a été inauguré en grande pompe et en présence de la navigatrice Maud Fontenoy. Pour le maire de Biarritz, Didier Borotra, Biarritz Océan n'est pas seulement une attraction grand public censée attirer 450 000 personnes par an, mais une vitrine qui imposera la cité biarrote dans le développement durable des ressources côtières et maritimes. Biarritz Océan héberge déjà le centre européen des risques côtiers, un programme de recherche et de formation, ainsi que des laboratoires de l'institut public Ifremer.

## Les animaux

### Naissances de phoques
- Le 16 décembre 2005, un bébé phoque (femelle) est né au musée de la mer à la suite de l'accouplement d'Okera et de Charlie. Le blanchon fut prénommé Naïa (qui veut dire désirée en basque). C'est l'une des rares naissances de phoque gris en captivité ;
- le 19 février 2008, un second bébé phoque (mâle) est né au musée de la mer à la suite de l'accouplement entre Sylvestrine et Charlie : Urko (qui veut dire destiné à la mer en basque) ;
- le 28 février 2009, un troisième bébé phoque (femelle) est né au musée de la mer à la suite de l'accouplement entre Sylvestrine et Charlie : Txupi ;
- le 25 décembre 2009, un quatrième bébé phoque (femelle) est né au musée de la mer à la suite de l'accouplement d'Okera et Charlie. Ce quatrième blanchon s'appelle Noëlla (car elle est née le jour de Noël).

### Les requins-marteaux halicornes
Pour son extension, le musée s'est doté de deux requins-marteaux halicornes venant de Taïwan. C'est une espèce rare en captivité, qui est inédite en France.

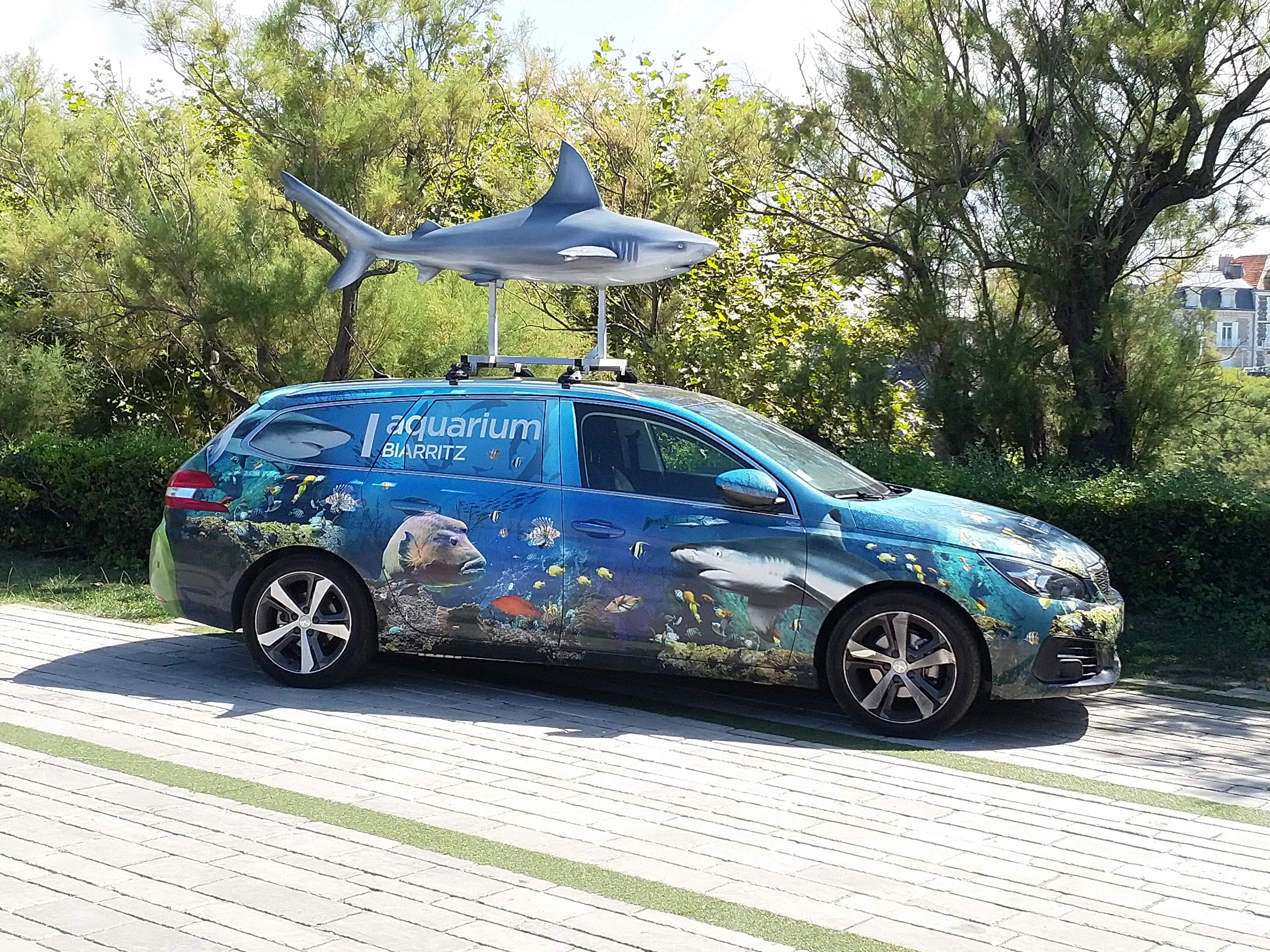
Véhicule promotionnel aux couleurs de l'aquarium

La directrice de Biarritz Ocean affirme : « Au départ, Biarritz espérait présenter quatre halicornes dès son ouverture. Mais deux des sujets prévus n'ont malheureusement pas survécu à leur transit en Hollande » . En effet, quatre de ces requins ont été péchés le long des côtes taiwanaises. Ils ont subi une période de quarantaine et d'acclimatation avant d'être envoyés par avion à Amsterdam. Ils ont terminé leur parcours en semi-remorque jusqu'à Biarritz.
Le transport est très stressant pour ces animaux. Ils sont mis à la diète durant les quatre jours précédant le voyage, afin de ne pas voyager dans leur excréments et de ne pas souffrir du mal des transports. Ils passent le voyage enfermés dans des caisses spéciales ».

## Galerie

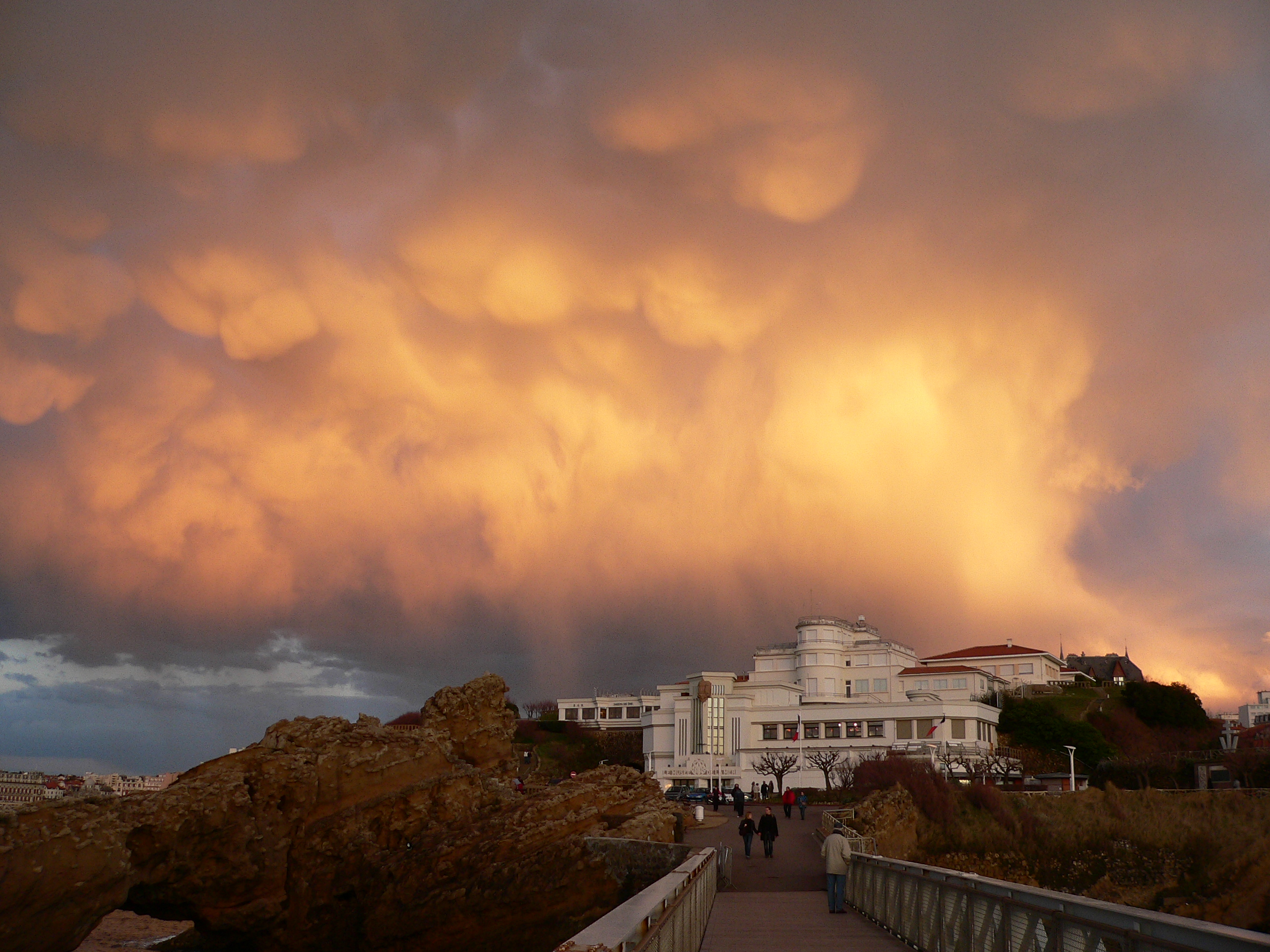
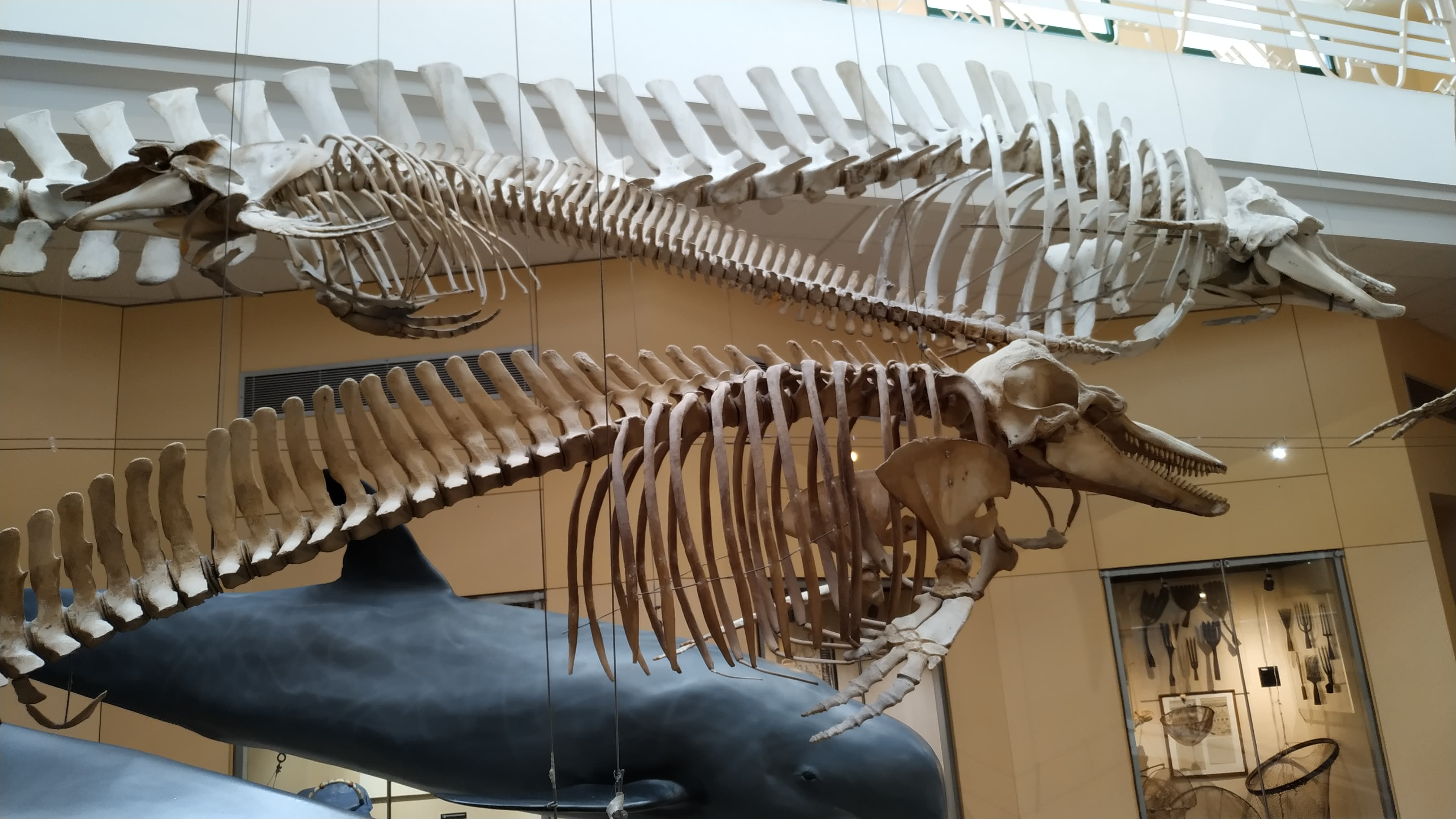
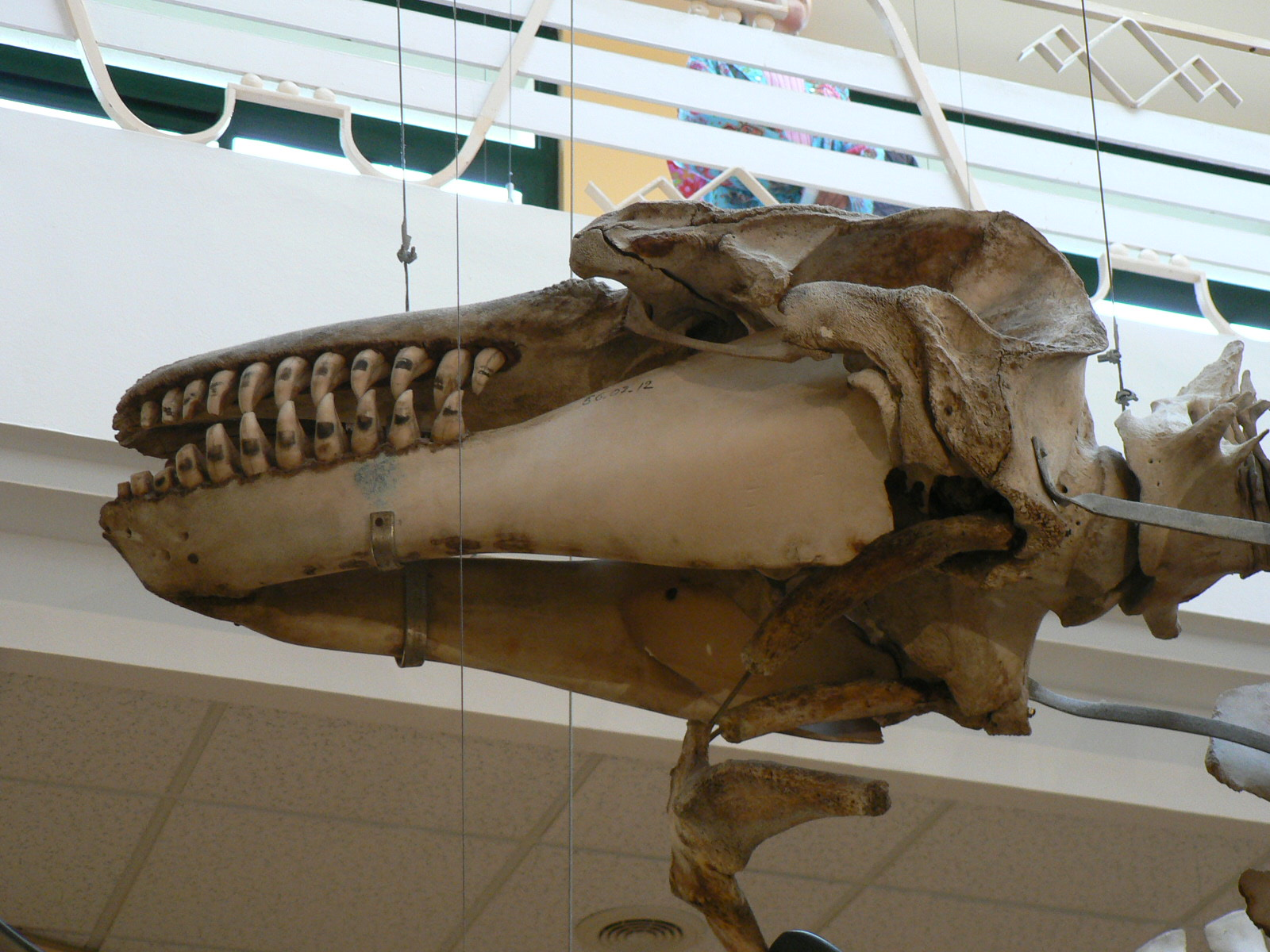
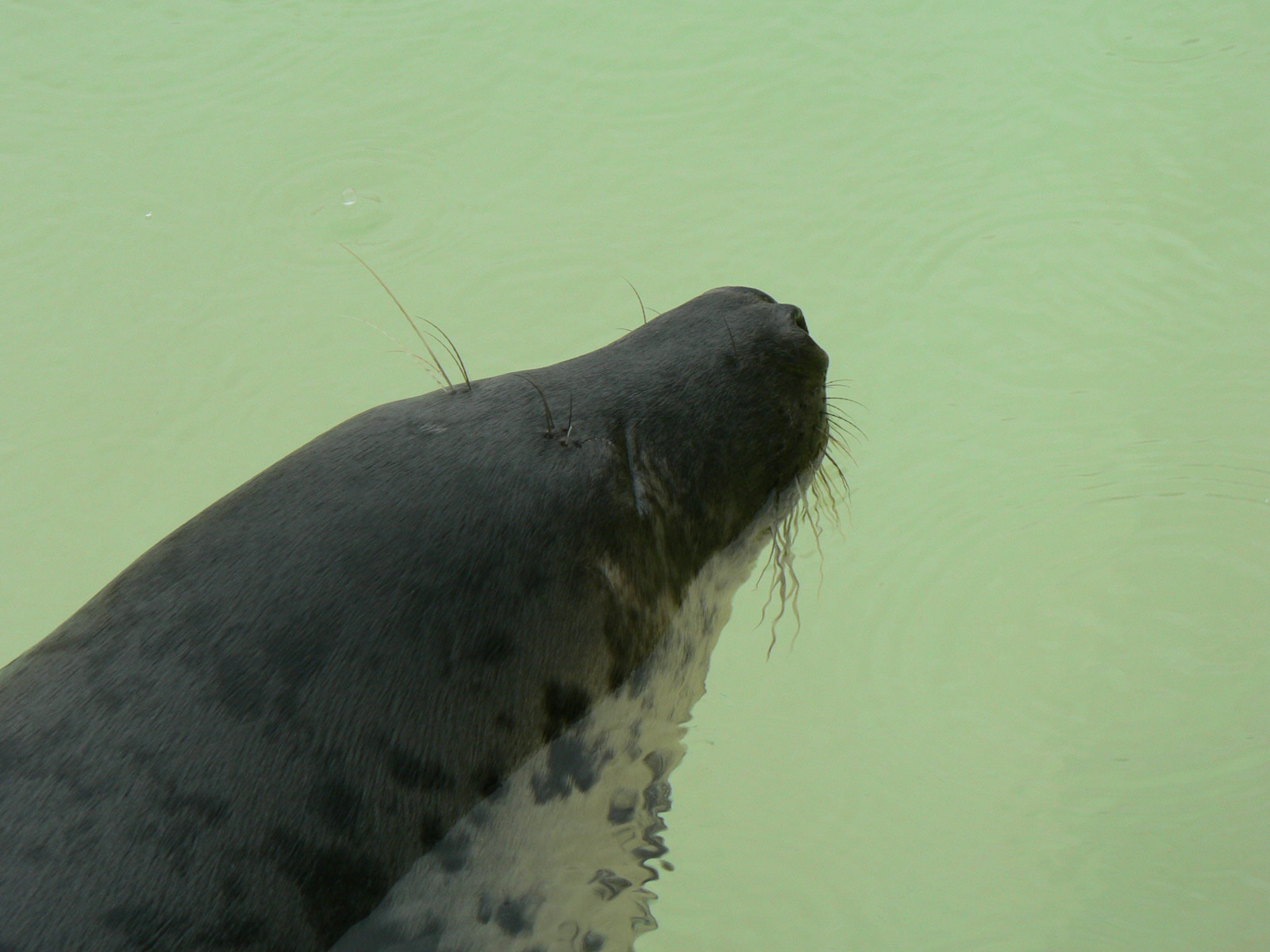
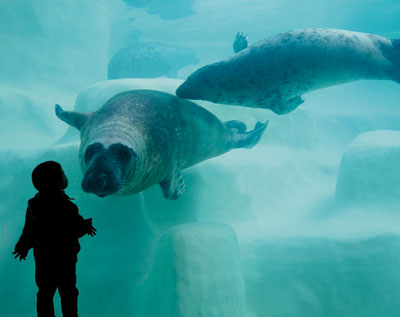
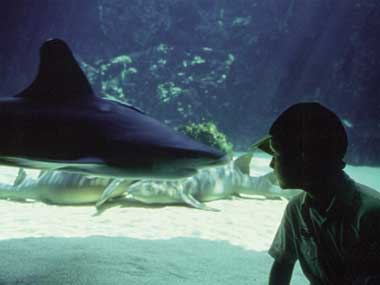
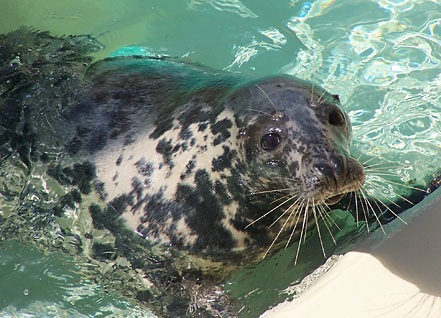
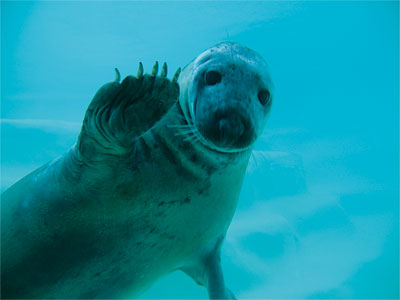
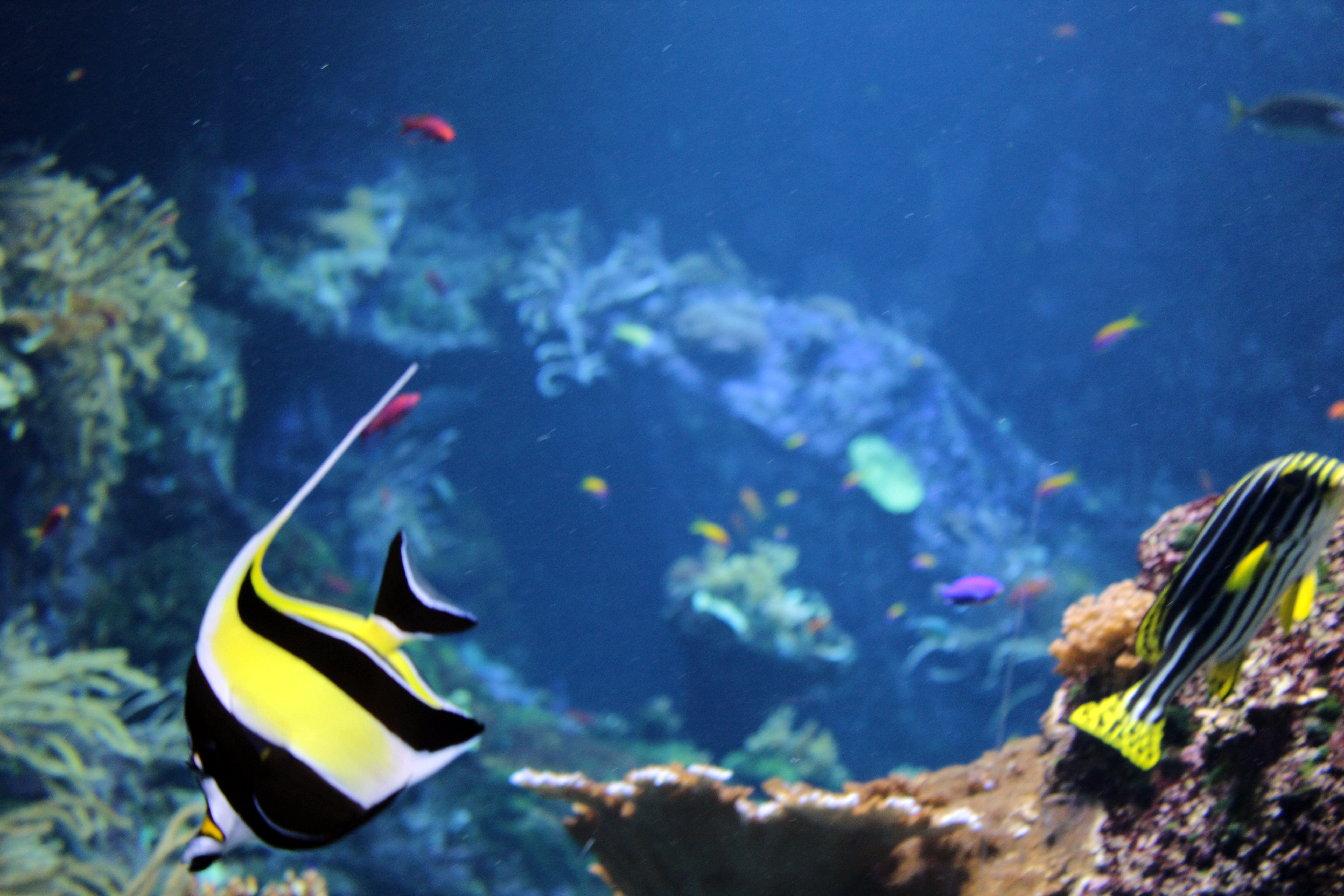
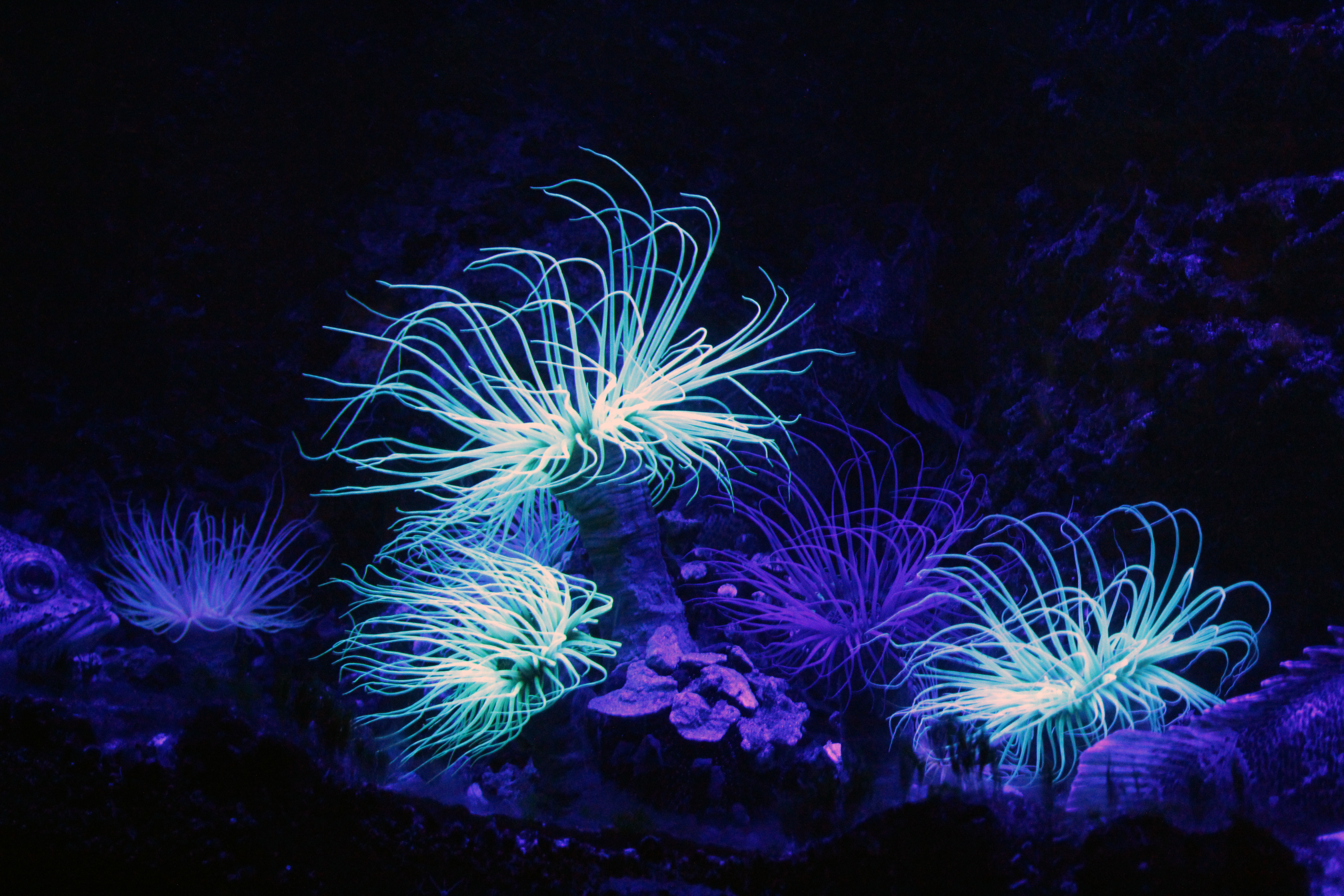
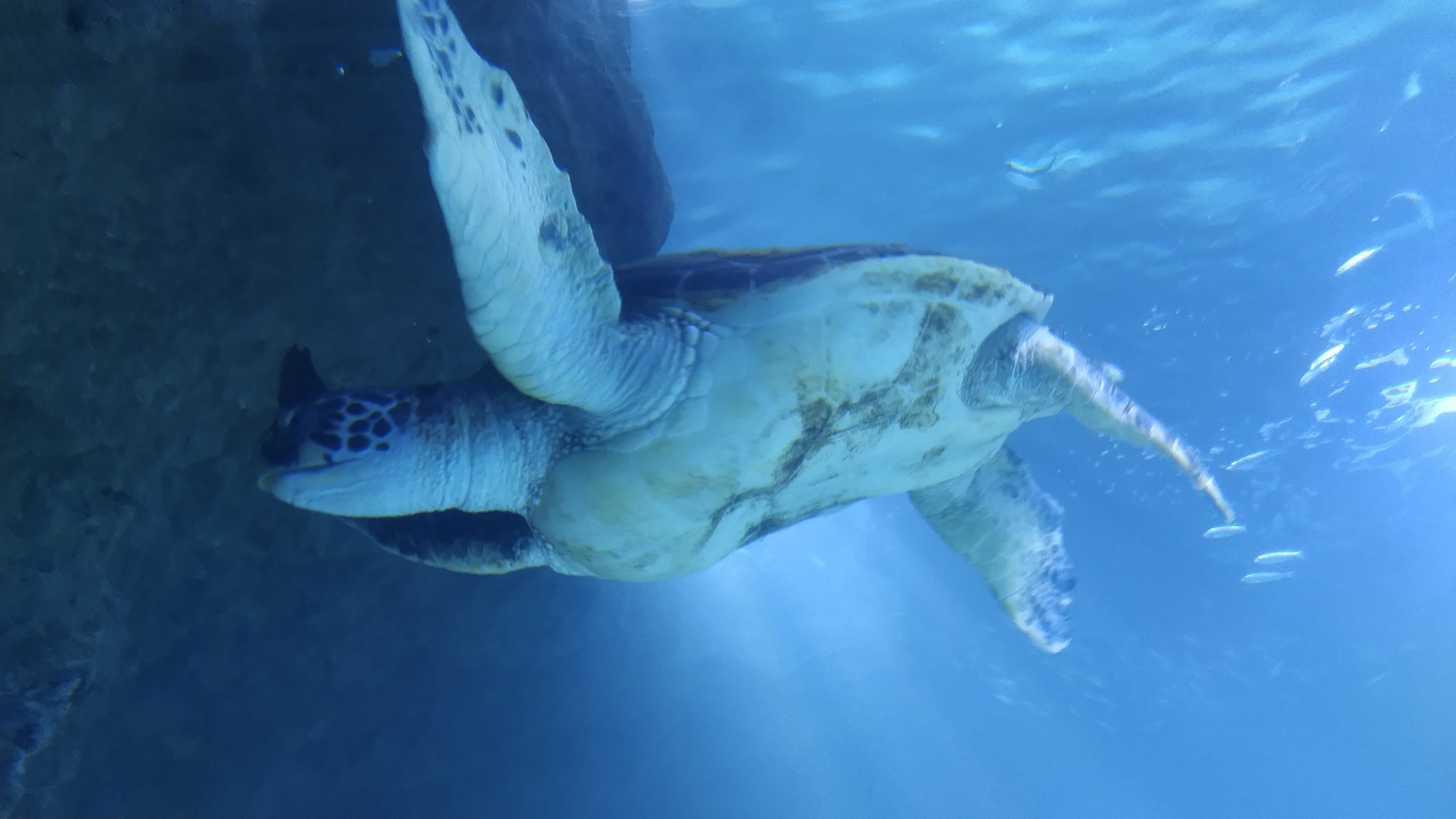
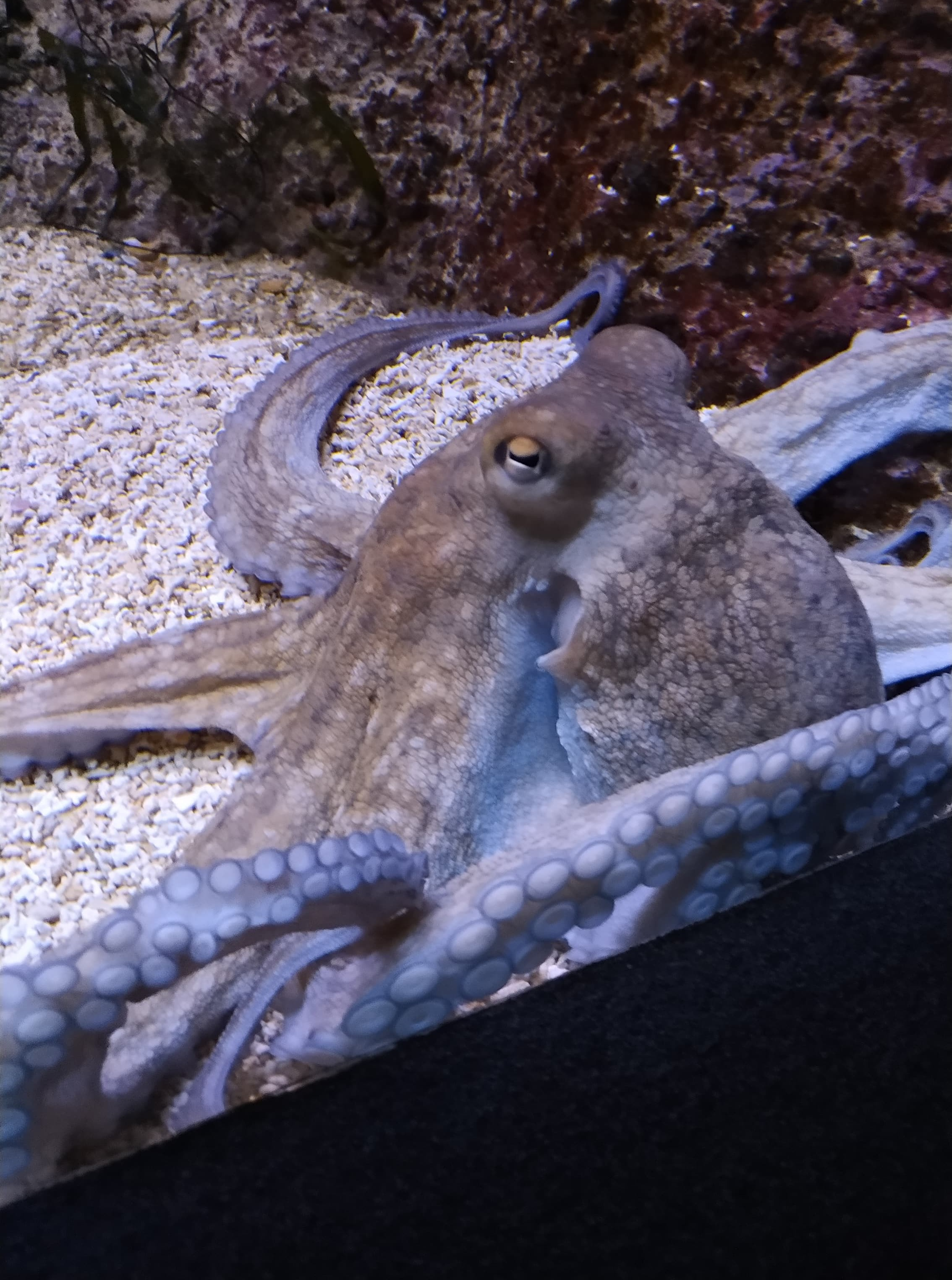
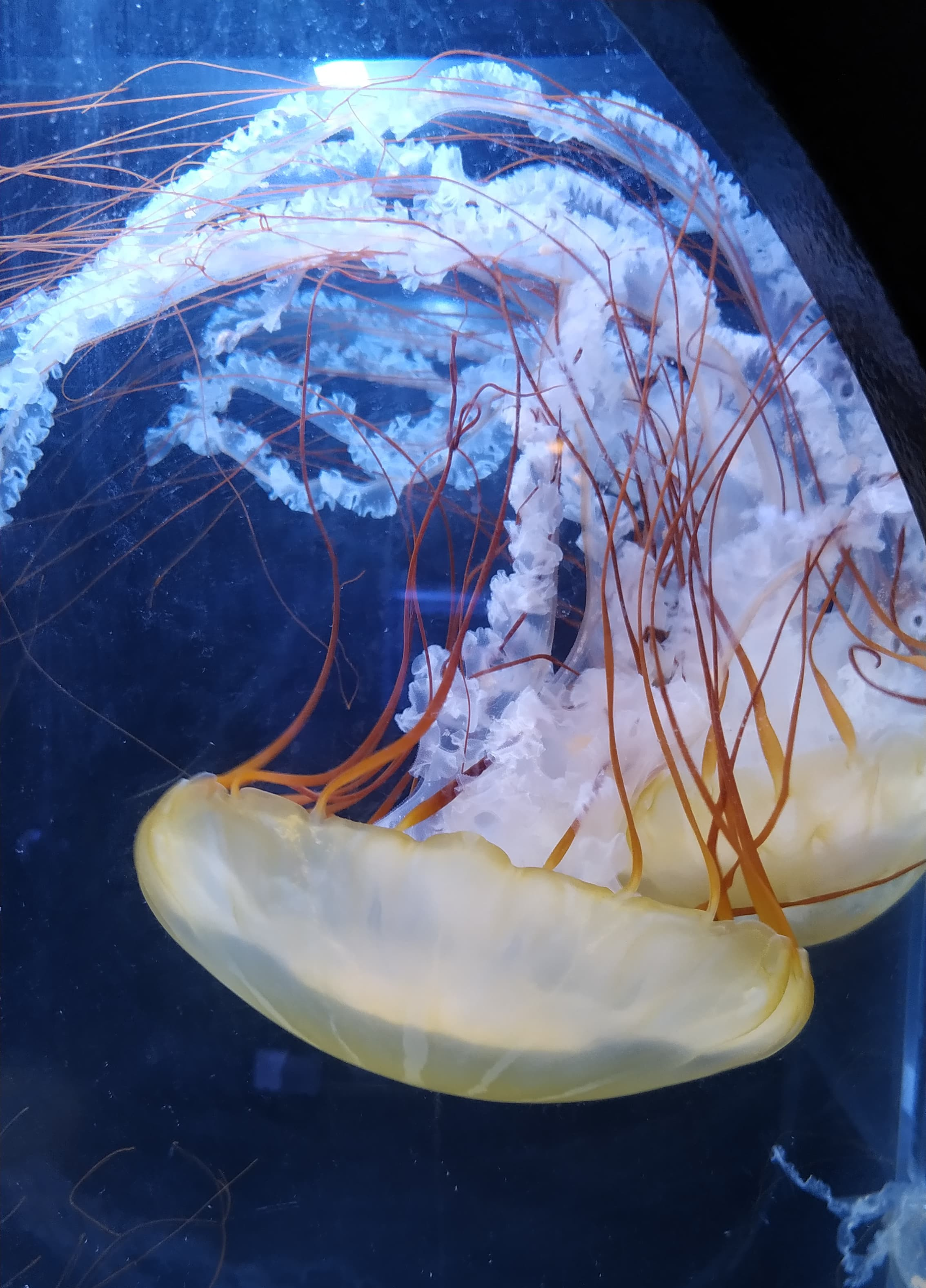